# Glenea azurea
Glenea azurea là một loài bọ cánh cứng trong họ Cerambycidae.